# Sierra del Suído

Mapa topográfico de Galicia, donde se puede ver la situación de la sierra del Suído.

Mapa de los ayuntamientos de la sierra del Suído, indicando las cimas principales de la sierra.

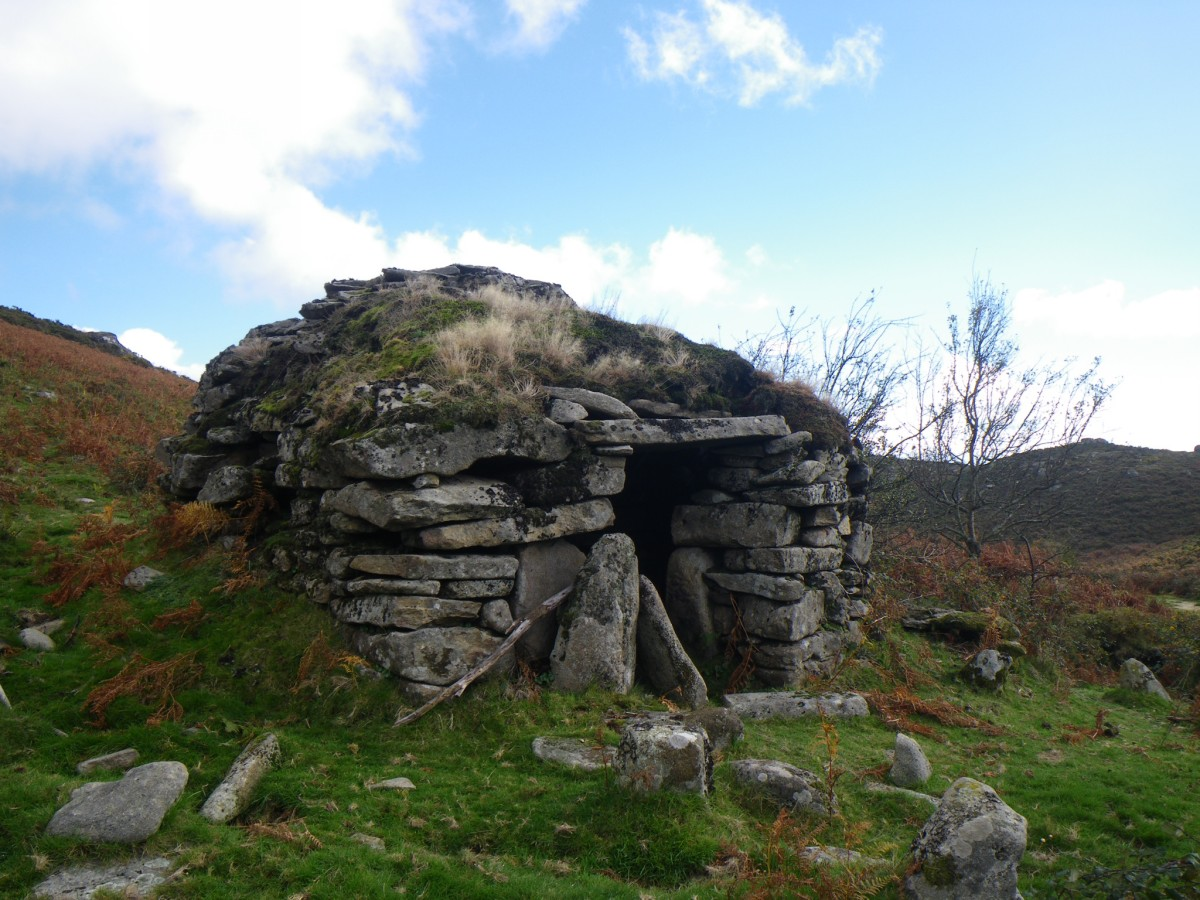
Chozo de Barcia, ayuntamiento de Covelo

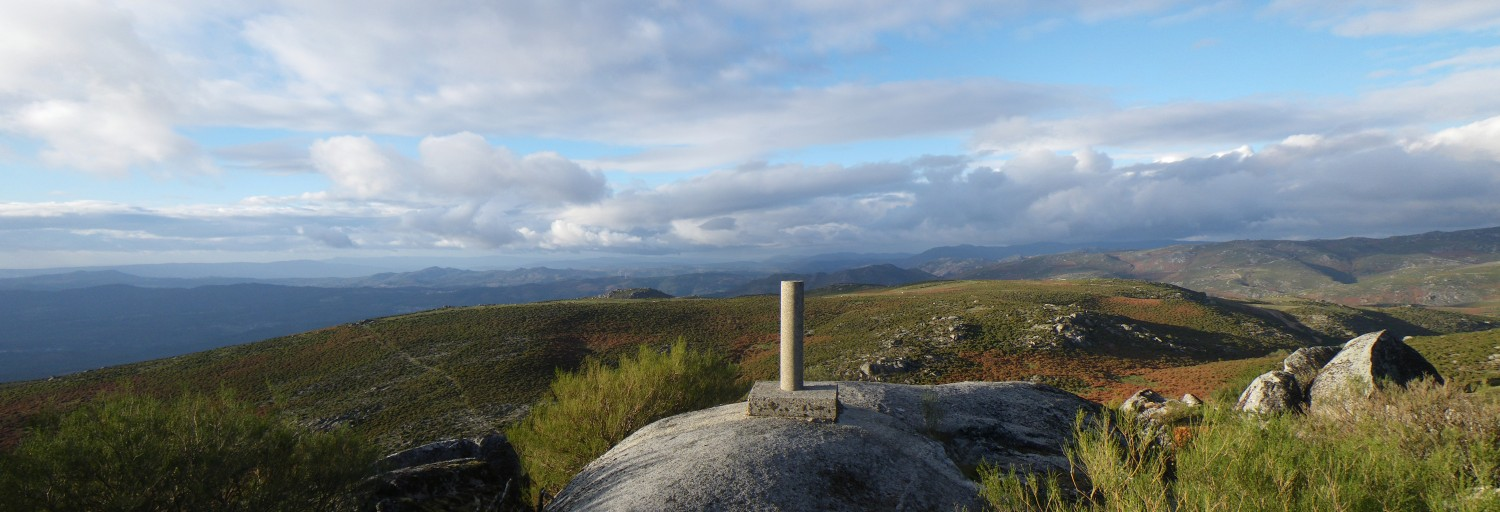
Cima de Vidueiros (943 m), en el ayuntamiento de Covelo

La sierra del Suído (oficialmente y en gallego, Serra do Suído) es un sistema montañoso español, que hace de frontera entre las provincias de Pontevedra y Orense. En Pontevedra se sitúa en los términos municipales de La Lama, Fornelos de Montes y Covelo, y en Orense en los de Avión y Beariz.
Al sur se prolonga en la sierra del Faro de Avión y al norte en los montes del Testeiro, formando en su conjunto la parte suroccidental de la Dorsal gallega.
La sierra está muy erosionada, con un perfil suave de altiplanicies por encima de los 900 m entre las que destacan las cimas de Coto Miñoto (1051 m), Cotos Cornudos (1032 m), Porto de Valdohome (1014 m), Puza (1025 m) y Bidueiros (943 m), estos dos últimos con vértices geodésicos en sus cumbres.
Las laderas occidentales vierten a las Rías Bajas y las laderas orientales vierten a la cuenca del río Miño.
En los valles de los ríos se pueden encontrar bosques autóctonos muy bien conservados, como es el caso de los robledales de los ríos Barragán y Verdugo.

## Aprovechamiento humano
En los altos abundan los pastizales, que desde época medieval han sido aprovechados para alimentar el ganado en época estival. Como hogar temporal para los ganaderos surgieron unas edificaciones conocidas como chozos o chouzos, de paredes y techo totalmente de piedra, con espesores que superan el medio metro y cubiertas de musgo para proporcionar aislamiento. Se situaban al sur de grandes rocas, para protegerse de los vientos dominantes. Desde el chozo se podía controlar una parcela de pasto cercano, delimitada con piedras definiendo lo que se conoce como sesteiro. Algunas de estas construcciones están siendo rehabilitadas por motivos de conservación del patrimonio etnográfico, aunque la trashumancia haya desaparecido casi por completo.
Asociada a la ganadería surgió la necesidad de controlar los lobos, para cuya captura se construyeron fosos para lobos, unas estructuras con largas paredes formando un embudo que conducía a un profundo foso. Los ganaderos asustaban a los lobos y, con ayuda de las paredes, los guiaban hasta caer en el foso, donde morían.
Se conservan varios fosos de lobos en la Sierra del Suído. Por uno de ellos, situado entre los ayuntamientos de Fornelos de Montes y Mondariz pasa la ruta de senderismo señalizada GR 58 Sendeiro das Greas.